# Micaria sociabilis
Micaria sociabilis là một loài nhện thuộc họ Gnaphosidae. Loài này có đặc điểm là con đực có quyền lựa chọn bạn tình và nó sẽ ăn thịt bạn tình chỉ để thể hiện sự không đồng ý với bạn tình: một phần là vì hình dáng và đa phần là vì tuổi tác của nhện cái. Theo đó, nhện đực sẽ giết chết bạn tình là những con cái to lớn bởi điều đó đồng nghĩa với việc con cái đó đã già. Đây là trường hợp trái ngược lại với loài nhện góa phụ đen.